# Saša Starović
Saša Starović (serbisch-kyrillisch Саша Старовић; * 19. Oktober 1988 in Gacko, Jugoslawien) ist ein serbischer Volleyballspieler.

## Karriere
Starović begann seine Karriere 2005 im Verein seiner Heimatstadt im heutigen Bosnien. Ein Jahr später wechselte er zu OK Budućnost Podgorica. Mit dem neuen Verein gewann er 2007 die montenegrinische Meisterschaft. Nachdem der Diagonalangreifer im Vorjahr in der serbischen Nationalmannschaft debütiert hatte, erreichte er mit dem Team den dritten Platz der Europameisterschaft. 2008 verteidigte er bei Podgorica den nationalen Titel und zog mit den Serben ins Endspiel der Weltliga ein. Anschließend nahm er am olympischen Turnier teil, das für seine Mannschaft im Viertelfinale gegen den späteren Sieger USA endete. 2009 stand Serbien wieder im Weltliga-Finale. In der folgenden Saison spielte Starović in Russland bei Ural Ufa. Bei der Weltmeisterschaft 2010 wurde Serbien mit dem Diagonalangreifer Dritter. Starović ging in die italienische Liga zu Andreoli Latina. 2011 gewann er mit Serbien den Titel bei der Europameisterschaft. Danach wechselte er innerhalb Italiens zu ER San Giustino. Dort blieb er jedoch nur bis zum Ende des Jahres 2011. Ende März 2012 wurde der Diagonalangreifer vom Ligakonkurrenten Lube Macerata verpflichtet. 2012 spielte Starović mit der Nationalmannschaft bei den Olympischen Spielen in London.